# Nestea
Nestea (вимовляється: Несті, акронім від NEStle і TEA — чай) — це швейцарська торгова марка бутильованого холодного чаю, Зареєстрований товарний знак Nestlé. Вперше продукт був представлений споживачам у 1948 року в Швейцарії. В Україні виробляється та продається з 2004 року.
З 2004 по 2017 роки виробництвом та дистрибуцією продукту в Україні займалася The Coca-Cola Company. З 2019 року ексклюзивним виробником та дистриб'ютором холодного чаю Nestea в Україні є одеська компанія «Vitmark» (СП «Вітмарк-Україна» ТОВ).

## Склад
Склад: вода, цукор, регулятор кислотності (лимонна кислота), натуральні ароматизатори, екстракт чаю (чорний / зелений), підсолоджувач (екстракт листя стевії) і т.п.

## Nestea в світі
Майже в кожній країні світу випускається власна різновид холодного чаю Nestea.

## Смаки холодного чаю Nestea в Україні

### Чорний чай
- Чорний чай зі смаком лимона
- Чорний чай зі смаком персика

### Зелений чай
- Зелений чай зі смаком м'ята

Раніше в Україні випускалися такі смаки Nestea:
- Чорний чай зі смаком лісові ягоди.
- Чорний чай зі смаком груша. (Виходила в серії смаків Vita'o з 2009 року)
- Зелений чай зі смаком полуниці-алое вера.
- Зелений чай зі смаком лимон-лайм. (2016-2017 рік)